# Carbofuran
El carbofuran és un dels pesticides més tòxics. Es comercialitza mitjançant la marca registrada Furadan, per FMC Corporation i Curater, entre d'altres. És utilitzat pel control de plagues d'insectes en una àmplia varietat de cultius, entre els quals es troben la patata, blat de moro i soja.